# Calendário UCI Feminino de 2018
O Calendário UCI Feminino 2018 (oficialmente: Women Elite Calendar), começou a 11 de janeiro na Austrália com o Santos Women's Tour e finalizou a 14 de outubro na França com a Chrono des Nations.

## Equipas, competições e categorias
- Para a lista de equipas profissionais veja-se: Equipas

Nestas corridas podiam participar praticamente todas as equipas. As únicas limitações situam-se em que as equipas amadoras não podem participar nas corridas do UCI WorldTour Feminino de 2018 (as de maior categoria) e as equipas mistas só podem participar nas corridas .2 (as de menor categoria).
Nos Campeonatos Continentais (CC) também podiam pontuar todo o tipo de equipas e corredoras desse continente; e dependendo a legislação da sua federação continental também podem participar, sem poder pontuar, corredoras fora desse continente.

### Categorias
Fora do UCI WorldTour Feminino de 2018 destacaram as 29 corridas de categoria .1 (8 por etapas e 21 de um dia). No seguinte quadro mostram-se as corridas com essa pontuação ordenado por países, para o resto das competições veja-se: Corridas do Calendário UCI Feminino de 2018
| Corrida                                                                   | Categoria |
| ------------------------------------------------------------------------- | --------- |
| Santos Women's Tour                                                       | 2.1       |
| Cadel Evans Great Ocean Road Race                                         | 1.1       |
| Tour de Thüringe Feminino                                                 | 2.1       |
| BeNe Ladies Tour                                                          | 2.1       |
| Através de Flandres                                                       | 1.1       |
| Dwars door de Westhoek                                                    | 1.1       |
| Gooik-Geraardsbergen-Gooik                                                | 1.1       |
| Lotto Belgium Tour                                                        | 2.1       |
| Omloop Het Nieuwsblad-vrouwen elite / Circuit Het Nieuwsblad-Femmes Elite | 1.1       |
| SPAR Flanders Diamond Tour                                                | 1.1       |
| Spar-Omloop van het Hageland-Tielt-Winge                                  | 1.1       |
| Troféu Maarten Wynants                                                    | 1.1       |
| Grande Prêmio Ciclista de Gatineau                                        | 1.1       |
| Chrono Gatineau                                                           | 1.1       |

| Corrida                                                | Categoria |
| ------------------------------------------------------ | --------- |
| Winston Salem Cycling Classic                          | 1.1       |
| La Classique Morbihan                                  | 1.1       |
| Grande Prêmio de Plumelec-Morbihan Feminino            | 1.1       |
| Chrono Champenois-Trophée Européen                     | 1.1       |
| Chrono des Nations                                     | 1.1       |
| Giro do Trentino Alto Adige-Südtirol                   | 1.1       |
| Giro de Emília Feminino                                | 1.1       |
| Grande Prêmio Bruno Beghelli Feminino                  | 1.1       |
| Festival Luxemburguês de Ciclismo Feminino Elsy Jacobs | 2.1       |
| EPZ Omloop van Borsele                                 | 1.1       |
| Healthy Ageing Tour                                    | 2.1       |
| Tour da Polónia Feminino                               | 2.1       |
| Tour de Yorkshire                                      | 1.1       |
| 947 Cycle Challenge                                    | 1.1       |
| Tour da Tailândia                                      | 2.1       |

Ademais, ao igual que nos Circuitos Continentais da UCI, também pontuam os campeonatos nacionais de rota e contrarrelógio (CN) bem como o Campeonato Mundial (CM) desse ano.

## Calendário
- Para as corridas de máxima categoria veja-se: UCI WorldTour Feminino de 2018

### Janeiro
| Data  | Corrida                           | Cat. | Ganhadora      | Equipa               |
| ----- | --------------------------------- | ---- | -------------- | -------------------- |
| 11-14 | Santos Women's Tour               | 2.1  | Amanda Spratt  | Mitchelton-Scott     |
| 27    | Cadel Evans Great Ocean Road Race | 1.1  | Chloe Hosking  | Alé Cipollini        |
| 30-31 | Herald Sun Tour Feminino          | 2.2  | Brodie Chapman | Tibco-Silicon Valley |

### Fevereiro
| Data  | Corrida                              | Cat. | Ganhadora          | Equipa              |
| ----- | ------------------------------------ | ---- | ------------------ | ------------------- |
| 2-4   | Tour of Eftalia Hotels & Velo Alanya | 2.2  | Olga Zabelinskaya  | Cogeas-Mettler      |
| 22-25 | Setmana Ciclista Valenciana          | 2.2  | Hannah Barnes      | Canyon SRAM Racing  |
| 24    | Omloop Het Nieuwsblad                | 1.1  | Christina Siggaard | Virtu Cycling Women |
| 25    | Omloop van het Hageland              | 1.1  | Ellen van Dijk     | Sunweb              |
| 27    | Le Samyn des Dames                   | 1.2  | Janneke Ensing     | Alé Cipollini       |

### Março
| Data | Corrida                     | Cat. | Ganhadora        | Equipa             |
| ---- | --------------------------- | ---- | ---------------- | ------------------ |
| 4    | Omloop van de Westhoek      | 1.2  | Floortje Mackaij | Sunweb             |
| 9    | Drentse Acht van Westerveld | 1.2  | Alexis Ryan      | Canyon SRAM Racing |
| 28   | Através de Flandres         | 1.1  | Ellen van Dijk   | Sunweb             |

### Abril
| Data  | Corrida                     | Cat. | Ganhadora           | Equipa             |
| ----- | --------------------------- | ---- | ------------------- | ------------------ |
| 2     | Grande Prêmio de Dottignies | 1.2  | Marta Bastianelli   | Alé Cipollini      |
| 4-8   | Healthy Ageing Tour         | 2.1  | Amy Pieters         | Boels-Dolmans      |
| 8-10  | Tour da Tailândia           | 2.1  | Olga Zabelinskaya   | Selecção da Rússia |
| 11    | Flecha Brabanzona           | 1.1  | Marta Bastianelli   | Alé Cipollini      |
| 12-15 | Joe Martin Stage Race Women | 2.2  | Katie Hall          | Unitedhealthcare   |
| 18-22 | Tour de Gila                | 2.2  | Katie Hall          | Unitedhealthcare   |
| 21    | EPZ Omloop van Borsele      | 1.1  | Elisa Balsamo       | Valcar PBM         |
| 25    | GP della Liberazione PINK   | 1.2  | Letizia Paternoster | Astana             |
| 26-29 | Grace-Orlová                | 2.2  | Emilia Fahlin       | Wiggle High5       |
| 27-29 | Festival Elsy Jacobs        | 2.1  | Letizia Paternoster | Astana             |

### Maio
| Data  | Corrida                              | Cat. | Ganhadora            | Equipa                  |
| ----- | ------------------------------------ | ---- | -------------------- | ----------------------- |
| 1-3   | Tour da Ilha de Zhoushan             | 2.2  | Sheyla Gutiérrez     | Cylance                 |
| 3-4   | Tour de Yorkshire Women's Race       | 2.1  | Megan Guarnier       | Boels-Dolmans           |
| 6-10  | Panorama Guizhou International Women | 2.2  | Sheyla Gutiérrez     | Cylance                 |
| 6     | 100 Cycle Challenge                  | 1.2  | Kimberley Le Court   | Demacon                 |
| 6     | Troféu Maarten Wynants               | 1.1  | Marta Bastianelli    | Alé Cipollini           |
| 10-11 | Tour de Upsala                       | 2.2  | Ida Erngren          | Selecção da Suécia      |
| 12    | Rabobank 7-Dorpenomloop Aalburg      | 1.2  | Lorena Wiebes        | Parkhotel Valkenburg    |
| 17    | Durango-Durango Emakumeen Saria      | 1.2  | Anna van der Breggen | Boels-Dolmans           |
| 25    | La Classique Morbihan                | 1.1  | Ashleigh Moolman     | Cervélo-Bigla           |
| 26    | Grande Prêmio de Plumelec-Morbihan   | 1.1  | Ashleigh Moolman     | Cervélo-Bigla           |
| 27    | SwissEver GP Cham-Hagendorn          | 1.2  | Amanda Spratt        | Mitchelton-Scott        |
| 27    | Gooik-Geraardsbergen-Gooik           | 1.1  | Sarah Roy            | Mitchelton-Scott        |
| 28    | Winston Salem Cycling Classic        | 1.1  | Lily Williams        | Hagens Berman-Supermint |
| 28-3  | Tour de Turingia feminino            | 2.1  | Lisa Brennauer       | Wiggle High5            |

### Junho
| Data | Corrida                            | Cat. | Ganhadora           | Equipa                      |
| ---- | ---------------------------------- | ---- | ------------------- | --------------------------- |
| 2    | Horizon Park Women Challenge       | 1.2  | Yevgenia Vysotska   | S.C. Michela Fanini         |
| 2    | Salverda Omloop van de IJsseldelta | 1.2  | Lorena Wiebes       | Parkhotel Valkenburg        |
| 3    | VR Women ITT                       | 1.2  | Antri Christoforou  | Cogeas-Mettler              |
| 3    | Dwars door de Westhoek             | 1.1  | Nguyễn Thị Thật     | UCI WCC                     |
| 7    | Grande Prêmio Ciclista de Gatineau | 1.1  | Lauren Hall         | Unitedhealthcare            |
| 8    | Chrono Gatineau                    | 1.1  | Amber Neben         | Selecção dos Estados Unidos |
| 8    | Ljubljana-Domžale-Ljubljana TT     | 1.2  | Olga Zabelinskaya   | Cogeas-Mettler              |
| 10   | SPAR Flanders Diamond Tour         | 1.1  | Janine van der Meer | Health Mate-Cyclelive       |

### Julho
| Data  | Corrida                                  | Cat. | Ganhadora          | Equipa                         |
| ----- | ---------------------------------------- | ---- | ------------------ | ------------------------------ |
| 5-8   | Tour de Feminin-O cenu Českého Švýcarska | 2.2  | Leah Thomas        | Unitedhealthcare               |
| 8     | GP Sofie Goos                            | 1.2  | Lorena Wiebes      | Parkhotel Valkenburg           |
| 8     | White Spot / Delta Road Race             | 1.2  | Kendall Ryan       | Tibco-SVB                      |
| 13    | Chrono Kristin Armstrong                 | 1.2  | Amber Neben        |                                |
| 19-22 | BeNe Ladies Tour                         | 2.1  | Marianne Vos       | WaowDeals                      |
| 26    | Kreiz Breizh Elites                      | 1.2  | Danielle Christmas | Bizkaia Durango-Euskadi Murias |

### Agosto
| Data | Corrida                                | Cat. | Ganhadora            | Equipa                    |
| ---- | -------------------------------------- | ---- | -------------------- | ------------------------- |
| 2-5  | Volta Feminina a Guatemala             | 2.2  | Marcela Prieto       | Swapit Agolico            |
| 4    | Erondegemse Pijl (Erpe-Mere)           | 1.2  | Nina Kessler         | Hitec Products-Birk Sport |
| 18   | Flanders Ladies Classic-Sofie De Vuyst | 1.2  | Séverine Eraud       | Experza-Footlogix         |
| 22   | Veenendaal Veenendaal Classic          | 1.1  | Annemiek van Vleuten | Selecção de Países Baixos |

### Setembro
| Data  | Corrida                                                         | Cat. | Ganhadora            | Equipa                             |
| ----- | --------------------------------------------------------------- | ---- | -------------------- | ---------------------------------- |
| 4-7   | Lotto Belgium Tour                                              | 2.1  | Liane Lippert        | Sunweb                             |
| 7-9   | Premondiale Giro Toscana Int. Femminile-Memorial Michela Fanini | 2.2  | Soraya Paladin       | Alé Cipollini                      |
| 9     | Chrono Champenois-Trophée Européen                              | 1.1  | Leah Thomas          | Unitedhealthcare                   |
| 13-18 | Tour Cycliste Féminin International de l'Ardèche                | 2.1  | Katarzyna Niewiadoma | Canyon SRAM Racing                 |
| 23    | Grande Prêmio de Isbergues                                      | 1.2  | Lauren Kitchen       | FDJ Nouvelle Aquitaine Futuroscope |

### Outubro
| Data  | Corrida                               | Cat. | Ganhadora             | Equipa               |
| ----- | ------------------------------------- | ---- | --------------------- | -------------------- |
| 6     | Giro de Emília Feminino               | 1.1  | Rasa Leleivyte        | Aromitalia-Vaiano    |
| 7     | Grande Prêmio Bruno Beghelli Feminino | 1.1  | Elisa Balsamo         | Valcar PBM           |
| 10-14 | Volta à Colômbia Feminina             | 2.2  | Ana Cristina Sanabria | Selecção da Colômbia |
| 14    | Chrono des Nations                    | 1.1  | Olga Zabelinskaya     | Cogeas-Mettler       |

## Classificações Finais (UCI World Ranking Feminino)
- Não existe uma classificação exclusiva deste calendário. No Ranking UCI Feminino incluem-se as 23 corridas do UCI WorldTour Feminino de 2018. Esta classificação baseia-se nos resultados das últimas 52 semanas de acordo com o sistema "rolling", mesmo sistema que o Ranking ATP e Ranking WTA de tênis.

### Individual
| Posição | Corredora            | Equipa                | Pontos  |
| ------- | -------------------- | --------------------- | ------- |
| 1.º     | Annemiek van Vleuten | Mitchelton Scott      | 1923,86 |
| 2.º     | Anna van der Breggen | Boels-Dolmans         | 1912    |
| 3.º     | Marianne Vos         | WaowDeals Pro Cycling | 1764,88 |
| 4.º     | Amanda Spratt        | Mitchelton Scott      | 1628,86 |
| 5.º     | Ashleigh Moolman     | Cervélo-Bigla         | 1507,95 |
| 6.º     | Amy Pieters          | Boels-Dolmans         | 1291,57 |
| 7.º     | Coryn Rivera         | Team Sunweb           | 1265,33 |
| 8.º     | Ellen van Dijk       | Team Sunweb           | 1252,57 |
| 9.º     | Katarzyna Niewiadoma | Canyon Sram Racing    | 1131,67 |
| 10.º    | Marta Bastianelli    | Alé Cipollini         | 1065    |

| 11.º | Jolien D'Hoore       | Mitchelton Scott     | 968,86 |
| 12.º | Arlenis Sierra       | Astana Women's Team  | 958    |
| 13.º | Chloe Hosking        | Alé Cipollini        | 866,33 |
| 14.º | Lorena Wiebes        | Parkhotel Valkenburg | 833,25 |
| 15.º | Christine Majerus    | Boels-Dolmans        | 830,24 |
| 16.º | Chantal Blaak        | Boels-Dolmans        | 800,57 |
| 17.º | Elisa Longo Borghini | Wiggle High5         | 777,43 |
| 18.º | Megan Guarnier       | Boels-Dolmans        | 750,24 |
| 19.º | Elisa Balsamo        | Valcar PBM           | 742    |
| 20.º | Lucinda Brand        | Team Sunweb          | 738,9  |

### Classificação por equipas
Esta classificação calcula-se somando os pontos das cinco melhores corredoras de cada equipa. As equipas com o mesmo número de pontos classificam-se de acordo a seu corredora melhor classificado.
| Posição | Equipa             | Pontos  |
| ------- | ------------------ | ------- |
| 1.º     | Boels-Dolmans      | 4984,38 |
| 2.º     | Mitchelton Scott   | 4982,44 |
| 3.º     | Team Sunweb        | 3938,7  |
| 4.º     | Canyon Sram Racing | 2966,01 |
| 5.º     | Wiggle High5       | 2945,2  |

### Países
A classificação por países calcula-se somando os pontos das cinco melhores corredoras de cada país. Os países com o mesmo número de pontos classificam-se de acordo a seu corredora melhor classificado.
| Posição | País           | Pontos  |
| ------- | -------------- | ------- |
| 1.º     | Países Baixos  | 8144,88 |
| 2.º     | Itália         | 3858,1  |
| 3.º     | Estados Unidos | 3627,24 |
| 4.º     | Austrália      | 3441,08 |
| 5.º     | Alemanha       | 2198,27 |

## Evolução das classificações
- Nota: Oficialmente as classificações actualizam-se cada semana, esta é a lista da última classificação publicada de cada mês.[3]

| Data            | Classificação individual | Classificação por equipas | Classificação por países |
| --------------- | ------------------------ | ------------------------- | ------------------------ |
| 31 de janeiro   | Annemiek van Vleuten     | Boels-Dolmans             | Países Baixos            |
| 28 de fevereiro | Annemiek van Vleuten     | Boels-Dolmans             | Países Baixos            |
| 30 de março     | Anna van der Breggen     | Boels-Dolmans             | Países Baixos            |
| 30 de abril     | Anna van der Breggen     | Boels-Dolmans             | Países Baixos            |
| 30 de maio      | Anna van der Breggen     | Boels-Dolmans             | Países Baixos            |
| 30 de junho     | Anna van der Breggen     | Boels-Dolmans             | Países Baixos            |
| 30 de julho     | Annemiek van Vleuten     | Boels-Dolmans             | Países Baixos            |
| 30 de agosto    | Annemiek van Vleuten     | Boels-Dolmans             | Países Baixos            |
| 30 de setembro  | Annemiek van Vleuten     | Boels-Dolmans             | Países Baixos            |
| 30 de outubro   | Annemiek van Vleuten     | Boels-Dolmans             | Países Baixos            |
| Final           | Annemiek van Vleuten     | Boels-Dolmans             | Países Baixos            |